# شركة مطارات الدمام
شركة مطارات الدمام هي شركة حكومية سعودية، مسؤولة عن إدارة المطارات في المنطقة الشرقية، وتعرف أيضاً باسم (DACO) اختصاراً لـ(DAMMAM AIRPORTS COMPANY) ومقرها مدينة الدمام، تم في 1 يوليو 2017 خصخصة إدارة مطار الملك فهد الدولي، وتحويلها إلى شركة مطارات الدمام ”داكو” ومقرها الدمام. تم ايضاً في شهر يوليو 2021، تم اكتمال التحول المؤسسي لمطار الأحساء الدولي ومطار حفر الباطن بالقيصومة، لتعمل إلى جانب مطار الملك فهد الدولي بالدمام، في تجمع واحد تحت مظلة شركة مطارات الدمام ضمن خطة مطارات القابضة لتطوير مطارات المملكة.

## مهام الشركة
- تشغيل وصيانة المرافق في المطارات التابعة.
- تطوير الفرص الاستثمارية والتجارية.
- الارتقاء بالقدرات التشغيلية للمرافق وفق أعلى المعايير الدولية
- استقطاب الكوادر الوطنية.

## المطارات التابعة
- مطار الملك فهد الدولي
- مطار الأحساء الدولي
- مطار حفر الباطن بالقيصومة[2]